# Vicariato apostolico di Makokou
Il vicariato apostolico di Makokou (in latino: Vicariatus Apostolicus Makokouensis) è una sede della Chiesa cattolica in Gabon immediatamente soggetta alla Santa Sede. Nel 2022 contava 26.740 battezzati su 52.720 abitanti. È retto dal vescovo Severin Nziengui Mangandza, C.S.Sp.

## Territorio
Il vicariato apostolico comprende per intero la provincia gabonese di Ogooué-Ivindo.
Sede vicariale è la città di Makokou, dove si trova la cattedrale di Nostra Signora delle Vittorie.
Il territorio si estende su 46.075 km² ed è suddiviso in 5 parrocchie.

## Storia
La prefettura apostolica fu eretta il 7 marzo 2003 con la bolla Omnium de fidelium di papa Giovanni Paolo II, ricavandone il territorio dalla diocesi di Oyem.
L'11 luglio 2014 la prefettura apostolica è stata elevata al rango di vicariato apostolico in forza della bolla Undecim abhinc annos di papa Francesco.

## Cronotassi dei vescovi
Si omettono i periodi di sede vacante non superiori ai 2 anni o non storicamente accertati.
- Joseph Koerber, C.S.Sp. (7 marzo 2003 - 6 gennaio 2022 ritirato)
- Severin Nziengui Mangandza, C.S.Sp., dal 6 gennaio 2022

## Statistiche
Il vicariato apostolico nel 2022 su una popolazione di 52.720 persone contava 26.740 battezzati, corrispondenti al 50,7% del totale.
| anno | popolazione | popolazione | popolazione | presbiteri | presbiteri | presbiteri | presbiteri                | diaconi | religiosi | religiosi | parrocchie |
| anno | battezzati  | totale      | %           | numero     | secolari   | regolari   | battezzati per presbitero | diaconi | uomini    | donne     | parrocchie |
| ---- | ----------- | ----------- | ----------- | ---------- | ---------- | ---------- | ------------------------- | ------- | --------- | --------- | ---------- |
| 2003 | 85.000      | 245.000     | 34,7        | 6          | 4          | 2          | 14.166                    |         | 2         | 3         | 3          |
| 2004 | 50.000      | 85.000      | 58,8        | 6          | 4          | 2          | 8.333                     |         | 2         | 3         | 3          |
| 2007 | 22.438      | 53.607      | 41,8        | 7          | 5          | 2          | 3.205                     |         | 2         | 3         | 4          |
| 2010 | 23.100      | 53.607      | 43,1        | 8          | 6          | 2          | 2.887                     |         | 4         | 2         | 4          |
| 2013 | 26.000      | 54.000      | 48,1        | 7          | 5          | 2          | 3.714                     |         | 2         | 3         | 5          |
| 2014 | 22.438      | 53.900      | 41,6        | 8          | 6          | 2          | 2.804                     |         | 4         | 7         | 4          |
| 2017 | 27.600      | 57.000      | 48,4        | 9          | 7          | 2          | 3.066                     |         | 2         | 6         | 5          |
| 2020 | 23.000      | 53.607      | 42,9        | 6          | 4          | 2          | 3.833                     |         | 2         | 6         | 5          |
| 2022 | 26.740      | 52.720      | 50,7        | 12         | 11         | 1          | 2.228                     |         | 1         | 5         | 5          |